# Porsche Boxster
Porsche Boxster je sportski roadster automobil s dva sjedala i središnje postavljenim bokser motorom, a od 1996. ga proizvodi njemački proizvođač Porsche te je dosad proizveden u dvije generacije. Ime automobila kombinacija je riječi boxer i roadster.
Boxsteri su se u početku proizvodili samo u Porscheovoj tvornici u Stuttgartu gdje su se proizvodili i nekadašnji Porschei 928, ali od 1997. proizvode se i u Valmetovoj tvornici u finskom Uusikaupunkiju.

## Prva generacija
Prva generacija Boxstera, tvorničke oznake 986, na tržištu se pojavila 1996., a njezin dizajn bio je uvelike inspiriran nekadašnjim Speedster i Spyder izvedbama Porschea 356 koji se proizvodio od kasnih četrdesetih do sredine šezdesetih godina 20. stoljeća i bio prvi Porscheov serijski automobil. Mnogi su Boxster vidjeli i kao modernog nasljednika legendarnog modela 550 Spyder. Boxster je tada predstavljao tvrtkin komercijalni preokret nakon više godina poteškoća i opadanja prodajnih brojki, a osnovni model u Njemačkoj je stajao nešto manje od današnjih 40.000 eura. Kao takav, Boxster je tvrtki pridobio nove klijente i bio njezin najprodavaniji model sve do uvođenja SUV-a Cayenne 2003. godine.
U prvim godinama proizvodnje Boxster je bio dostupan samo s 2.5-litrenim šesterocilindarskim bokser motorom s 204 konjske snage, ali 1999. taj je motor zamijenjen jačim, 220 KS snažnim 2.7-litrenim motorom iste koncepcije, a ponuda modela tada je proširena novim modelom nazvanim Boxster S i pokretanim 3.2-litrenim bokser motorom s 252 KS.
2003. na oba modela načinjene su minimalne dizajnerske promjene, a motori su pojačani na 228, odnosno 260 KS. 2004. u prodaji je bila i na 1953 primjeraka ograničena serija Boxstera S kojom se slavilo 50 godina od uvođenja modela 550 Spyder, a u taj model ugrađivao se motor pojačan na 265 KS.

## Druga generacija
Druga generacija Boxstera, tvorničke oznake 987, predstavljena je 2004. na salonu automobila Mondial de l'Automobile u Parizu, a uglavnom je zadržala oblik prethodne generacije uz značajne dizajnerske promjene na unutrašnjosti i vanjštini automobila. Novi modeli pokretani su znatno pojačanim motorima, pa tako 2.7-litreni u Boxsteru sada razvija 240 KS, a 3.2-litreni u Boxsteru S 280 KS.
Od jeseni 2005. u prodaji je i coupé nazvan Cayman koji se proizvodi na istoj platformi kao i druga generacija Boxstera te s njom dijeli mnoge dizajnerske sličnosti, ali se oprema drugačijim motorom.

- Facelifting 2009. godine

## Vanjske poveznice
|  | Zajednički poslužitelj ima još gradiva o temi Porsche Boxster |

- Porsche Hrvatska  Arhivirana inačica izvorne stranice od 15. prosinca 2005. (Wayback Machine)